# Formación Lance
La Formación Lance (Creek) es una división de rocas del Cretácico Superior (alrededor de 69-66 millones de años atrás) ubicada en el oeste de los Estados Unidos. Nombrada por la población de Lance Creek (Wyoming), los fósiles de microvertebrados y dinosaurios encontrados en esta formación representan componentes importantes de la fauna de finales del Mesozoico. La Formación Lance data del Maastrichtiense tardío, y comparte mucha de su fauna con la Formación Hell Creek de Montana y Dakota del Norte, la Formación Frenchman del suroeste de Saskatchewan, y la parte más baja de la Formación Scollard de Alberta.
La Formación Lance se ubica sobre la zona marina del ammonites Baculites clinolobatus en Wyoming, cuya parte superior ha sido datada de hace 69 millones de años, y se extiende hasta el límite K-Pb, 66 millones de años atrás. Sin embargo, la fauna vertebrada característica de la era Maastrichtiense tardía sólo se encuentra en el estrato superior de la Formación Lance, apenas correspondiendo a formaciones equivalentes más delgadas como la Formación Hell Creek, la base de la cual ha sido estimada de hace 66.8 millones de años atrás.

## Descripción
Esta formación es descrita por W. G. Pierce como arenisca gruesa amarillenta, y esquisto parduzco a grisáceo. Data de finales del Cretácico Superior.
La formación varía en espesor de 90 metros (300 pies) en Dakota del Norte, a casi 600 metros (2000 pies) en algunas partes de Wyoming.

## Paleontología
Al menos decenas de miles de restos de vertebrados del Cretácico Superior han sido recuperados de la Formación Lance. Los fósiles van de elementos microscópicos a densas colecciones de huesos, incluyendo esqueletos casi completos, a veces articulados, de dinosaurios. La mayoría de los otros animales encontrados en esta formación son componentes de fauna de agua dulce, y algunos son exclusivo de dicho hábitat (por ejemplo, ranas y salamandras). Sin embargo, fósiles marinos también han sido encontrados en esta formación, sugiriendo que el mar estaba cerca. La fauna de aves se compone principalmente de órdenes aún existentes.

### Coelurosauria
University of California Museum of Paleontology 143274 (Caenagnathidae?)

#### Aves
| Avess reportadas de la Formación Lance | Avess reportadas de la Formación Lance | Avess reportadas de la Formación Lance | Avess reportadas de la Formación Lance | Avess reportadas de la Formación Lance         | Avess reportadas de la Formación Lance | Avess reportadas de la Formación Lance |
| Género                                 | Especie                                | Ubicación                              | Posición estratigráfica                | Material                                       | Notas | Imágenes                               |
| -------------------------------------- | -------------------------------------- | -------------------------------------- | -------------------------------------- | ---------------------------------------------- | --- | -------------------------------------- |
| Apatornis                              | A. retusus                             |                                        |                                        | Coracoides parcial                             | Reclasificado como Palintropus retusus |                                        |
| Ceramornis                             | C. major                               |                                        |                                        | Coracoides parcial                             | Posiblemente caradriforme |                                        |
| Cimolopteryx                           | C. maxima                              |                                        |                                        | Coracoides parcial                             | Un caradriforme, también presente en la Formación Hell Creek |                                        |
| Cimolopteryx                           | C. petra                               |                                        |                                        | Coracoides parcial                             | Posiblemente referible al género Lamarqueavis. |                                        |
| Cimolopteryx                           | C. rara                                |                                        |                                        | Coracoides parcial                             | Un caradriforme, también presente en la Formación Frenchman. |                                        |
| Cimolopteryx                           | C. retusa                              |                                        |                                        | Coracoides parcial                             | Reclasificado como Palintropus retusus |                                        |
| "Cimolopteryx"                         | "C." minima                            |                                        |                                        | Coracoides parcial                             | Un caradriforme previamente referido como Cimolopteryx pero perteneciente a un nuevo género (o posiblemente Lamarqueavis). También presente en la Formación Hell Creek |                                        |
| Graculavus                             | G. augustus                            |                                        |                                        | Húmero parcial                                 | Un posible caradriforme |                                        |
| Ichthyornis?                           | I.? sp.                                |                                        |                                        | Sacro parcial                                  | Un ictiornitiforme |                                        |
| Lonchodytes                            | L. estesi                              |                                        |                                        | Tarsometatarso parcial                         | Un procelariforme |                                        |
| "Lonchodytes"                          | "L." pterygius                         |                                        |                                        | Carpometacarpo parcial                         | Un neoaviano, anteriormente clasificado como Lonchodytes |                                        |
| "Palaeotringa"                         | "P." vetus                             |                                        |                                        | Dos tibiotarsos parciales                      | Un ave similar a los grúidos, idiornítidos y presbiornítidos. Anteriormente clasificado como Palaeotringa                                                              |                                        |
| Palintropus                            | P. retusus                             |                                        |                                        | Coracoides parcial                             | Un Euornithes basal perteneciente a los Ambiortiformes. |                                        |
| Potamornis                             | P. skutchi                             |                                        |                                        | "Cuadrado y elementos postcraneales."          | Un orniturino, posiblemente un hesperornitiforme |                                        |
| Presbyornithidae indet.                | Indeterminado                          |                                        |                                        | Tres escápulas parciales y un esternón parcial | Un presbiornítido |                                        |
| Torotix                                | T. clemensi                            |                                        |                                        | Húmero parcial                                 | Un posible caradriforme o pelecaniforme |                                        |
| Enantiornite sin nombre                | Sin nombre                             |                                        |                                        | MTII parcial y falanges parciales              | Un enantiornite, previamente referido como "Ornithomimus" minutus |                                        |
| Neornita sin nombre                    | Sin nombre                             |                                        |                                        | Dos vértebras fragmentarias del cuello         | Una neornita |                                        |
| Falacrocorácido sin nombre             | Sin nombre                             |                                        |                                        | Fémur                                          | Un Phalacrocoracidae |                                        |

#### Otros celurosaurios
| Celurosaurios de la Formación Lance | Celurosaurios de la Formación Lance      | Celurosaurios de la Formación Lance | Celurosaurios de la Formación Lance | Celurosaurios de la Formación Lance          | Celurosaurios de la Formación Lance | Celurosaurios de la Formación Lance |
| Género                              | Especie                                  | Ubicación                           | Posición estratigráfica             | Material                                     | Notas | Imágenes                            |
| ----------------------------------- | ---------------------------------------- | ----------------------------------- | ----------------------------------- | -------------------------------------------- | --- | ----------------------------------- |
| Aublysodon                          | A. amplus                                |                                     |                                     | Dientes, individuo tipo                      | Nomina dubia; probablemente un sinónimo más moderno de Tyrannosaurus rex |                                     |
| Aublysodon                          | A. cristatus                             |                                     |                                     | Dientes, espécimen tipo                      | Nomina dubia; probablemente un sinónimo más moderno de Tyrannosaurus rex |                                     |
| Dromaeosaurus                       | Indeterminado                            |                                     |                                     |                                              | Un dromeosáurido |                                     |
| Dryptosaurus                        | D. cristatus                             |                                     |                                     | "Diente."                                    | Sinónimo más moderno de Troodon formosus, en realidad es de la Formación Judith River |                                     |
| Dryptosaurus                        | Indeterminado                            |                                     |                                     | Dientes                                      | Dientes de tiranosauroideo previamente referidos como Dryptosaurus. |                                     |
| Dynamosaurus                        | D. imperiosus                            |                                     |                                     | Tipo nomenclatural                           | Sinónimo más moderno de Tyrannosaurus rex |                                     |
| Manospondylus                       | M. gigas                                 |                                     |                                     | Vértebras del cuello, tipo nomenclatural     | Nomen dubium, probablemente sinónimo de Tyrannosaurus rex |                                     |
| Ornithomimus                        | Indeterminado                            |                                     |                                     | Un ornitomímido                              | |                                     |
| Ornithomimus                        | O. sedens                                |                                     |                                     |                                              | Reclasificado como Struthiomimus sedens |                                     |
| Ornithomimus                        | "O." minutus                             |                                     |                                     |                                              | Clasificado erróneamente como una especie de Ornithomimus, ahora reconocido como un Alvarezsauridae de la cuenca del Denver, con material perteneciente a un ave enantiornite. |                                     |
| Paronychodon                        | P. caperatus                             |                                     |                                     | Dientes, tipo nomenclatural                  | Un trodóntido |                                     |
| Pectinodon                          | P. bakkeri                               |                                     |                                     | Dientes, tipo nomenclatural                  | Un trodóntido |                                     |
| Ricardoestesia                      | R. cf. gilmorei                          |                                     |                                     | Dientes                                      | Dromeosáuridos |                                     |
| Ricardoestesia                      | R.? isosceles                            |                                     |                                     | Dientes                                      | Dromeosáuridos |                                     |
| Ricardoestesia                      | Indeterminado                            |                                     |                                     | Dientes                                      | Dromeosáuridos |                                     |
| Saurornithoides                     | S. inequalis                             |                                     |                                     | Dientes                                      | Clasificado erróneamente como Troodon inequalis, de la Formación Dinosaur Park |                                     |
| Struthiomimus                       | S. sedens                                |                                     |                                     | "Sacro e íleon fragmentario", espécimen tipo | Un ornitomímido |                                     |
| Troodon                             | T. bakkeri                               |                                     |                                     |                                              | Reclasificado como Pectinodon bakkeri |                                     |
| Troodon                             | T. formosus                              |                                     |                                     |                                              | Algunas veces considerado sinónimo de T. bakkeri, realmente de la Formación Dinosaur Park, Formación Judith River, Formación Oldman y Formación Two Medicine |                                     |
| Tyrannosaurus                       | T. rex                                   |                                     |                                     | Varios individuos parciales y dientes        | Un tiranosáurido, también encontrado en la Formación Denver, Formación Ferris, Formación Frenchman, Formación Hell Creek, Formación Javelina, Formación Kirtland, Formación Livingston, Formación McRae, Formación North Horn, Formación Scollard, Formación Tornillo, y Formación Willow Creek. |                                     |
| Dromeosáurido sin nombre            | Sin nombre (Ostrom, 1969)                |                                     |                                     | Dientes                                      | Un dromeosáurido |                                     |
| Trodóntido sin nombre               | Sin nombre (Currie, Rigby & Sloan, 1990) |                                     |                                     | Dientes                                      | Un trodóntido |                                     |

### Ornithischia

#### Anquilosaurios
| Anquilosaurios de la Formación Lance | Anquilosaurios de la Formación Lance | Anquilosaurios de la Formación Lance | Anquilosaurios de la Formación Lance | Anquilosaurios de la Formación Lance | Anquilosaurios de la Formación Lance                                                              | Anquilosaurios de la Formación Lance |
| Género                               | Especie                              | Ubicación                            | Posición estratigráfica              | Material                             | Notas                                                                                             | Imágenes                             |
| ------------------------------------ | ------------------------------------ | ------------------------------------ | ------------------------------------ | ------------------------------------ | ------------------------------------------------------------------------------------------------- | ------------------------------------ |
| Ankylosaurus                         | A. magniventris                      |                                      |                                      |                                      | Un anquilosáurido                                                                                 |                                      |
| Denversaurus                         | D. schlessmani                       |                                      |                                      |                                      | Reclasificado como Edmontonia schlessmani                                                         |                                      |
| Edmontonia                           | E. rugosidens                        |                                      |                                      |                                      | Material clasificado como E. schlessmani algunas veces considerado conspecífico con E. rugosidens |                                      |
| Edmontonia                           | E. schlessmani                       |                                      |                                      |                                      | Un nodosáurido                                                                                    |                                      |

#### Marginocéfalos
| Marginocephalia reportados de la Formación Lance | Marginocephalia reportados de la Formación Lance | Marginocephalia reportados de la Formación Lance | Marginocephalia reportados de la Formación Lance | Marginocephalia reportados de la Formación Lance | Marginocephalia reportados de la Formación Lance | Marginocephalia reportados de la Formación Lance |
| Género                                           | Especie                                          | Ubicación                                        | Posición estratigráfica                          | Material                                         | Notas | Imágenes                                         |
| ------------------------------------------------ | ------------------------------------------------ | ------------------------------------------------ | ------------------------------------------------ | ------------------------------------------------ | --- | ------------------------------------------------ |
| Agathaumas                                       | A. sylvestris                                    |                                                  |                                                  | "Sacro parcial y pelvis."                        | Un ceratópsido dudoso probablemente sinónimo de Triceratops |                                                  |
| Diceratus                                        | D. hatcheri                                      |                                                  |                                                  |                                                  | Sinónimo más moderno de Nedoceratops hatcheri |                                                  |
| Leptoceratops                                    | L. gracilis                                      |                                                  |                                                  |                                                  | Un ceratopsio |                                                  |
| Nedoceratops                                     | N. hatcheri                                      |                                                  |                                                  | "Un cráneo."                                     | Un ceratópsido posiblemente sinónimo de Triceratops |                                                  |
| Pachycephalosaurus                               | P. wyomingensis                                  |                                                  |                                                  |                                                  | Un Pachycephalosauridae |                                                  |
| "Palaeoscincus"                                  | "P." latus                                       |                                                  |                                                  | "Diente."                                        | Un paquicefalosaurio dudoso, previamente clasificado como el anquilosaurio Palaeoscincus                                                                            |                                                  |
| Stygimoloch                                      | S. spinifer                                      |                                                  |                                                  |                                                  | Un paquicefalosáurido, posiblemente sinónimo de Pachycephalosaurus wyomingensis                                                                                     |                                                  |
| Torosaurus                                       | T. latus                                         |                                                  |                                                  |                                                  | Un Ceratopsidae posiblemente sinónimo de Triceratops. También presente en las formaciones Frenchman y Hell Creek.                                                   |                                                  |
| Triceratops                                      | T. horridus                                      |                                                  |                                                  | "Cráneo parcial y esqueleto."                    | Un ceratópsido, también encontrado en la Formación Evanston, Formación Frenchman, Formación Kirtland, Formación Hell Creek, Formación Laramie y Formación Scollard. |                                                  |
| Triceratops                                      | T. ingens                                        |                                                  |                                                  |                                                  | Sinónimo más moderno de T. horridus |                                                  |
| Triceratops                                      | T. sulcatus                                      |                                                  |                                                  | "Cráneo fragmentado."                            | Un nomen dubium |                                                  |

#### Ornitópodos
| Ornithopoda de la Formación Lance | Ornithopoda de la Formación Lance | Ornithopoda de la Formación Lance | Ornithopoda de la Formación Lance | Ornithopoda de la Formación Lance | Ornithopoda de la Formación Lance                                                                                                 | Ornithopoda de la Formación Lance |
| Género                            | Especie                           | Ubicación                         | Posición estratigráfica           | Material                          | Notas | Imágenes                          |
| --------------------------------- | --------------------------------- | --------------------------------- | --------------------------------- | --------------------------------- | --- | --------------------------------- |
| Anatosaurus                       | A. annectens                      |                                   |                                   |                                   | Reclasificado como Edmontosaurus annectens                                                                                        |                                   |
| Anatotitan                        | A. longiceps                      |                                   |                                   |                                   | Un Hadrosauridae dudoso, probablemente sinónimo de Edmontosaurus annectens                                                        |                                   |
| Claosaurus                        | C. annectens                      |                                   |                                   |                                   | Reclasificado como Edmontosaurus annectens                                                                                        |                                   |
| Edmontosaurus                     | E. annectens                      |                                   |                                   |                                   | Un hadrosáurido |                                   |
| Thescelosaurus                    | T. neglectus                      |                                   |                                   |                                   | Un Thescelosauridae. También encontrado en la Formación Frenchman, Formación Hell Creek, Formación Laramie y Formación Scolllard. |                                   |
| Thespesius                        | T. occidentalis                   |                                   |                                   |                                   | Un hadrosáurido dudoso |                                   |
| Trachodon                         | T. longiceps                      |                                   |                                   |                                   | Reclasificado como Anatotitan longiceps, posiblemente sinónimo de Edmontosaurus annectens                                         |                                   |

### Otros vertebrados
Otros vertebrados terrestres incluyen pterosaurios (ejemplo: cf. Azhdarcho), cocodrilos, Choristodera, lagartijas, serpientes, tortugas, ranas y salamandras.
Restos de peces y mamíferos también han sido encontrados en la Formación Lance.